# Шандор (Франция)
Шандо́р (фр. Champdor) — коммуна во Франции, находится в регионе Рона — Альпы. Департамент коммуны — Эн. Входит в состав кантона Брено. Округ коммуны — Нантюа.
Код коммуны — 01080.

## Население
Население коммуны на 2010 год составляло 464 человека.

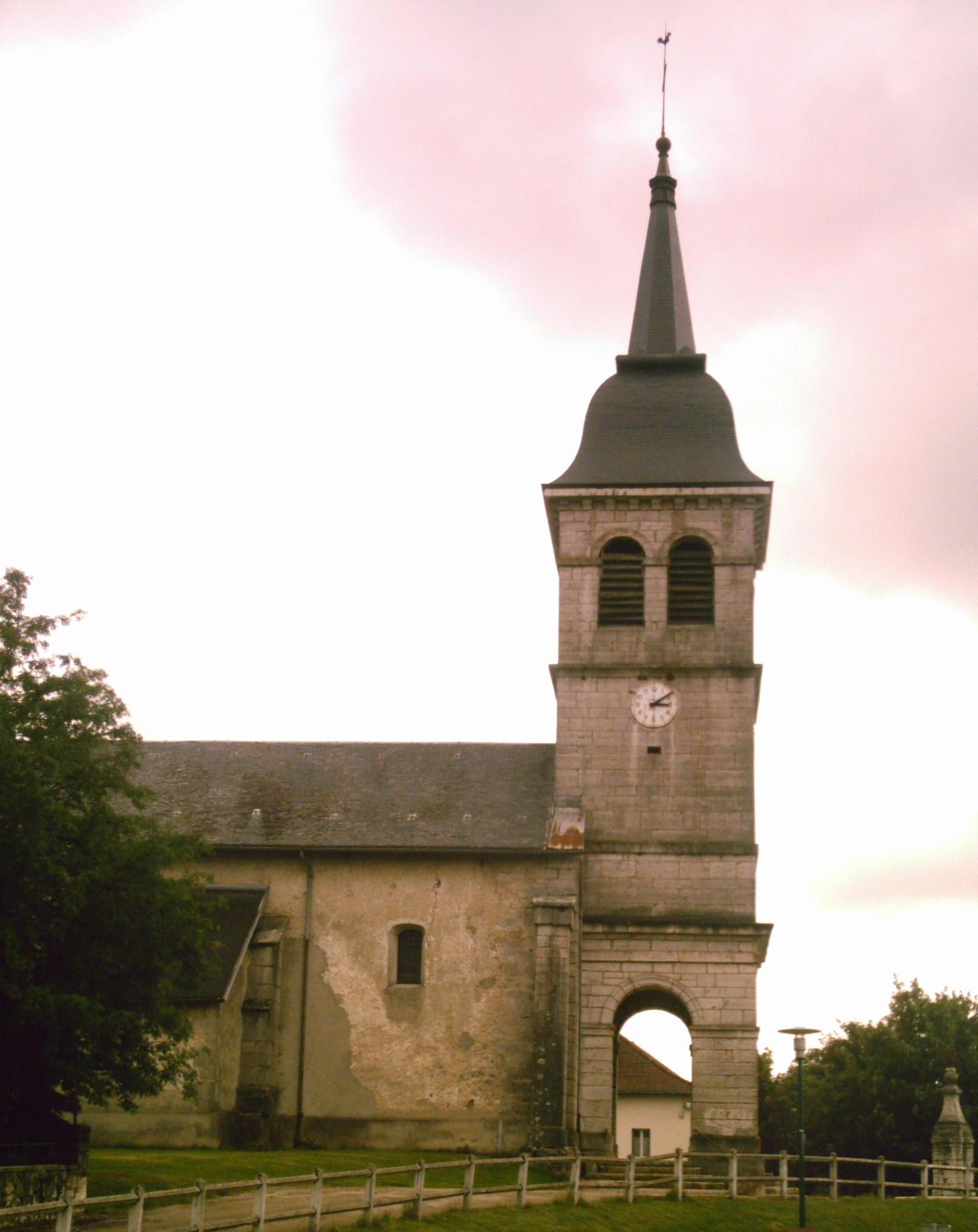

| 1962 | 1968 | 1975 | 1982 | 1990 | 1999 | 2010 |
| ---- | ---- | ---- | ---- | ---- | ---- | ---- |
| 327  | 362  | 365  | 428  | 459  | 425  | 464  |